# Верх-Слюдянка
Верх-Слюдя́нка — село в Усть-Калманском районе Алтайского края России. Входит в состав Михайловского сельсовета.

## История
Впервые деревня под названием Слюдянский маяк (без слободы) упоминается в книге учёного, естествоиспытателя и путешественника Петра Симона Палласа «Путешествие по разным провинциям Российского государства».
В Памятной книжке Томской губернии 1885 года записана деревня Слюденка, на речке Слюденке, Ануйской волости, Бийского округа. В то время в ней было 66 дворов.
В Списках населенных мест Томской губернии 1859 года указано, что деревня Слюденская, на реке Слюдянке — бывшая казачья станица, входила в Бийский округ. Проживало в ней на тот момент 173 лица мужского пола и 204 — женского.
В Списке населенных мест Томской губернии 1899 года числится деревня Слюданка, Ануйской волости, Бийского округа. Дворов всего 101, проживают 372 мужчины и 413 женщин, есть хлебозапасный магазин.
По Списку населенных мест Томской губернии 1911 года в деревне заводского ведомства Верх-Слюденка, Алтайский участок, Бийского округа, проживает более тысячи человек (557 мужчин и 561 женщина).
Дата основания и первые упоминания о населённом пункте трудно установить, так как существовало ещё 2 деревни с таким же названием (Слюдянская в Антониевской станице Бийского уезда и выселок Слюдянский, он же Уржум, в Чарышской волости Змеиногорского уезда).

## География
Село Верх-Слюдянка располагается в гористой местности, возле реки Большая Слюдянка, берущей начало в отрогах Бащелакского хребта. По селу протекают ручьи Михеев и Сачев, впадающие в реку.
Климат
Климат резко континентальный, соответствует умеренно теплой климатической зоне. В январе средняя температура атмосферы минус 17,7 °C, в июле — плюс 19,8 °C. Период без морозов составляет 120—130 дней в году. Годовое количество солнечных дней 250—260. Годовое количество осадков от 350—450 мм до 500—600 мм. Господствующие ветры — юго-западные.
Расстояние до
- районного центра Усть-Калманка — 50 км.
- областного центра Барнаул — 174 км.

Уличная сеть
В селе 3 улицы: Большевистская, Нижнекраинская и Сарасинская.
Ближайшие села
Малая Маралиха 12 км, Слюдянка 13 км, Васильевка 16 км, Михайловка 18 км, Сибирячиха 18 км, Березовка 18 км, Маральи Рожки 21 км, Огни 21 км.

## Население
| 1997 | 1998 | 1999 | 2000 | 2001 | 2002 | 2003 |
| ---- | ---- | ---- | ---- | ---- | ---- | ---- |
| 206  | ↘203 | ↘201 | ↗208 | →208 | ↘201 | ↘192 |
| 2004 | 2005 | 2006 | 2007 | 2008 | 2009 | 2010 |
| ↘179 | ↘167 | ↘162 | ↘143 | ↘135 | ↗146 | ↗153 |
| 2011 | 2012 | 2013 |      |      |      |      |
| ↗155 | ↘151 | ↘144 |      |      |      |      |

## Инфраструктура
- ООО АгроКолос": выращивание зерновых и зернобобовых культур, заготовка растительных кормов, оптовая торговля, разведение лошадей.
- ЗАО «Слюдянское».
- МОУ «Слюдянская начальная общеобразовательная школа», МКОУ «Верх-Слюдянская ООШ».
- Магазин, ФАП, почтовое отделение.

Транспорт
Налажено автобусное сообщение по маршрутам Верх-Ануйское — Слюдянка, Бийск — Усть-Калманка.